# Kohūr Kalāghī
Kohūr Kalāghī (persiska: كهور كلاغی) är en ort i Iran.   Den ligger i provinsen Hormozgan, i den sydöstra delen av landet, 1 100 km sydost om huvudstaden Teheran. Kohūr Kalāghī ligger 25 meter över havet och antalet invånare är 244.
Terrängen runt Kohūr Kalāghī är platt, och sluttar söderut. Runt Kohūr Kalāghī är det ganska glesbefolkat, med 50 invånare per kvadratkilometer. Närmaste större samhälle är Zīārat, 10,8 km nordväst om Kohūr Kalāghī. Trakten runt Kohūr Kalāghī är ofruktbar med lite eller ingen växtlighet.